# FIS Marathon Cup 2006/2007
Sezon 2006/2007 FIS Marathon Cup rozpoczął się 17 grudnia 2006 roku włoskim maratonem La Sgambeda, a zakończył 11 marca 2007 roku szwajcarskim Engadin Skimarathon.
Obrońcami tytułu byli: Włoszka Cristina Paluselli wśród kobiet oraz jej rodak Marco Cattaneo wśród mężczyzn. W tym sezonie triumfowali: Szwedka Elin Ek, a wśród mężczyzn zwyciężył także reprezentant Szwecji – Jerry Ahrlin.

## Kalendarz i wyniki

### Kobiety
| Lp. | Data             | Zawody                           | Dystans             | 1. miejsce      | 2. miejsce      | 3. miejsce        |
| --- | ---------------- | -------------------------------- | ------------------- | --------------- | --------------- | ----------------- |
| 1.  | 17 grudnia 2006  | Livigno – La Sgambeda            | 42 km s. dowolnym   | Lara Peyrot     | Jenny Hansson   | Veronica Cavallar |
| 2.  | 14 stycznia 2007 | Bedřichov – Jizerská Padesátka   | 50 km s. klasycznym | Zawody odwołano | Zawody odwołano | Zawody odwołano   |
| 3.  | 28 stycznia 2007 | Predazzo – Marcialonga           | 70 km s. klasycznym | Hilde Pedersen  | Elin Ek         | Susanne Nyström   |
| 4.  | 4 lutego 2007    | Oberammergau – König-Ludwig-Lauf | 50 km s. klasycznym | Elin Ek         | Jenny Hansson   | Lara Peyrot       |
| 5.  | 11 lutego 2007   | Lamoura – Transjurassienne       | 54 km s. dowolnym   | Zawody odwołano | Zawody odwołano | Zawody odwołano   |
| 6.  | 18 lutego 2007   | Otepää – Tartu Maraton           | 63 km s. klasycznym | Elin Ek         | Lara Peyrot     | Jenny Hansson     |
| 7.  | 4 marca 2007     | Sälen – Vasaloppet               | 90 km s. klasycznym | Elin Ek         | Jenny Hansson   | Lara Peyrot       |
| 8.  | 11 marca 2007    | Samedan – Engadin Skimarathon    | 42 km s. dowolnym   | Laurence Rochat | Elin Ek         | Ursina Badilatti  |

### Mężczyźni
| Lp. | Data             | Zawody                           | Dystans             | 1. miejsce      | 2. miejsce       | 3. miejsce        |
| --- | ---------------- | -------------------------------- | ------------------- | --------------- | ---------------- | ----------------- |
| 1.  | 17 grudnia 2006  | Livigno – La Sgambeda            | 42 km s. dowolnym   | Jerry Ahrlin    | Marco Fiorentini | Biagio di Santo   |
| 2.  | 14 stycznia 2007 | Bedřichov – Jizerská Padesátka   | 50 km s. klasycznym | Zawody odwołano | Zawody odwołano  | Zawody odwołano   |
| 3.  | 28 stycznia 2007 | Predazzo – Marcialonga           | 70 km s. klasycznym | Jerry Ahrlin    | Jørgen Aukland   | Marco Cattaneo    |
| 4.  | 4 lutego 2007    | Oberammergau – König-Ludwig-Lauf | 50 km s. klasycznym | Daniel Tynell   | Stanislav Řezáč  | Jerry Ahrlin      |
| 5.  | 11 lutego 2007   | Lamoura – Transjurassienne       | 76 km s. dowolnym   | Zawody odwołano | Zawody odwołano  | Zawody odwołano   |
| 6.  | 18 lutego 2007   | Otepää – Tartu Maraton           | 63 km s. klasycznym | Jerry Ahrlin    | Stanislav Řezáč  | Daniel Tynell     |
| 7.  | 4 marca 2007     | Sälen – Vasaloppet               | 90 km s. klasycznym | Oskar Svärd     | Jerry Ahrlin     | Jørgen Aukland    |
| 8.  | 11 marca 2007    | Samedan – Engadin Skimarathon    | 42 km s. dowolnym   | Dario Cologna   | Toni Livers      | Christian Stebler |

## Klasyfikacje
| Lp. | Zawodnik          | Punkty |
| --- | ----------------- | ------ |
| 1.  | Elin Ek           | 510    |
| 2.  | Lara Peyrot       | 385    |
| 3.  | Jenny Hansson     | 376    |
| 4.  | Hilde Pedersen    | 100    |
| 4.  | Laurence Rochat   | 100    |
| 6.  | Ursina Badilatti  | 60     |
| 6.  | Veronica Cavallar | 60     |
| 6.  | Susanne Nyström   | 60     |
| 9.  | Sandra Hansson    | 50     |
| 9.  | Muriele Hüberli   | 50     |
| 9.  | Anu Tähtinen      | 50     |

| Lp. | Zawodnik           | Punkty |
| --- | ------------------ | ------ |
| 1.  | Jerry Ahrlin       | 469    |
| 2.  | Jørgen Aukland     | 276    |
| 3.  | Stanislav Řezáč    | 250    |
| 4.  | Oskar Svärd        | 247    |
| 5.  | Daniel Tynell      | 200    |
| 6.  | Marco Cattaneo     | 195    |
| 7.  | Svein Tore Sinnes  | 122    |
| 8.  | Marco Fiorentini   | 120    |
| 9.  | Raul Olle          | 119    |
| 10. | Anders Hallingstad | 109    |
| 11. | Dario Cologna      | 100    |